# Chungho Comnet
Chungho Comnet Co. Ltd. ist ein südkoreanisches Unternehmen und produziert insbesondere Geldautomaten und Komponenten.

## Geschichte
Die Firma wurde 1977 als Chungho Industry Co. Ltd. gegründet und installierte im gleichen Jahr ihren ersten Geldautomaten; stellte ab 1978 aber auch reine Geldausgabe-Einheiten als Komponenten für andere Automaten her.
Eigene Geldautomatenserien wurden unter dem Kürzel OTM (en: Online Teller Machine) vermarktet, wie beispielsweise von 1985 bis 1988 das Model OTM 3M2TA.
1989 wurde der Name in Chungho Computer Co. Ltd. geändert. 1997 wurde mit dem QY-ATM ein Cash-Recycling-Model auf den Markt gebracht. 1999 wurde als erstes Unternehmen ein Geldautomat mit Gesichtserkennung entwickelt.
Im Jahr 2000 änderte das Unternehmen seinen Namen auf die heutige Form: Chungho Comnet Co. Ltd.
2004 wurde das Unternehmen nach ISO 9001 zertifiziert. Seit 2005 exportiert Chungho Comnet seine Geldautomaten auch nach Indonesien, Thailand, Vietnam und auf die Philippinen.
In Südafrika besteht eine Partnerschaft mit dem Unternehmen SparkATM, welches selbst keine Geldautomaten herstellt und die Geräte exklusiv vertreibt.
Die Firma erhielt 2006 ein Zertifikat des südkoreanischen Handels, Industrie- und Energie-Ministeriums für exzellente Entwicklung und exzellenten Service.
Obwohl Chungho Comnet Marktführer in Südkorea ist und seinen Aktionsradius auf fremde Märkte ausgedehnt hat, trifft es nun auch im Heimatmarkt auf ausländische Konkurrenz. So gelang es 2012 dem deutschen GAA-Hersteller Wincor Nixdorf erstmals auf dem südkoreanischen Markt Fuß zu fassen und mit dem größten dortigen Retailer „Lotte PS Net“ einen Vertrag über 1000 Geldautomaten mit Cash-Recycling abzuschließen.